# Corn & Peg
Corn & Peg é uma série educacional animada de televisão coproduzida pela canadesa Nelvana, para o canal americano Nickelodeon e Treehouse TV.

## Ligações Externas
- «Sítio oficial» (em inglês)
- Corn & Peg. no IMDb.